# Tropftrichter

Tropftrichter mit (links) und ohne (rechts) Druckausgleich.

Der Tropftrichter ist ein Glasgerät zur dosierten Zugabe von Chemikalien zu einer Reaktionsmischung.

Dazu kann der Tropftrichter durch seinen Normschliff auf passende Mehrhalskolben installiert werden. Die Tropftrichter gibt es mit oder ohne Druckausgleich, üblicherweise wird die Version mit Druckausgleich (auch Mariott'sche Rohr genannt) verwendet. Die Tropftrichter lassen sich oben mit einem Stopfen oder einem Trockenrohr, das beispielsweise mit Calciumchlorid gefüllt ist, verschließen. Der Zufluss der Chemikalie zur Reaktionslösung im Mehrhalskolben wird durch einen Hahn geregelt.

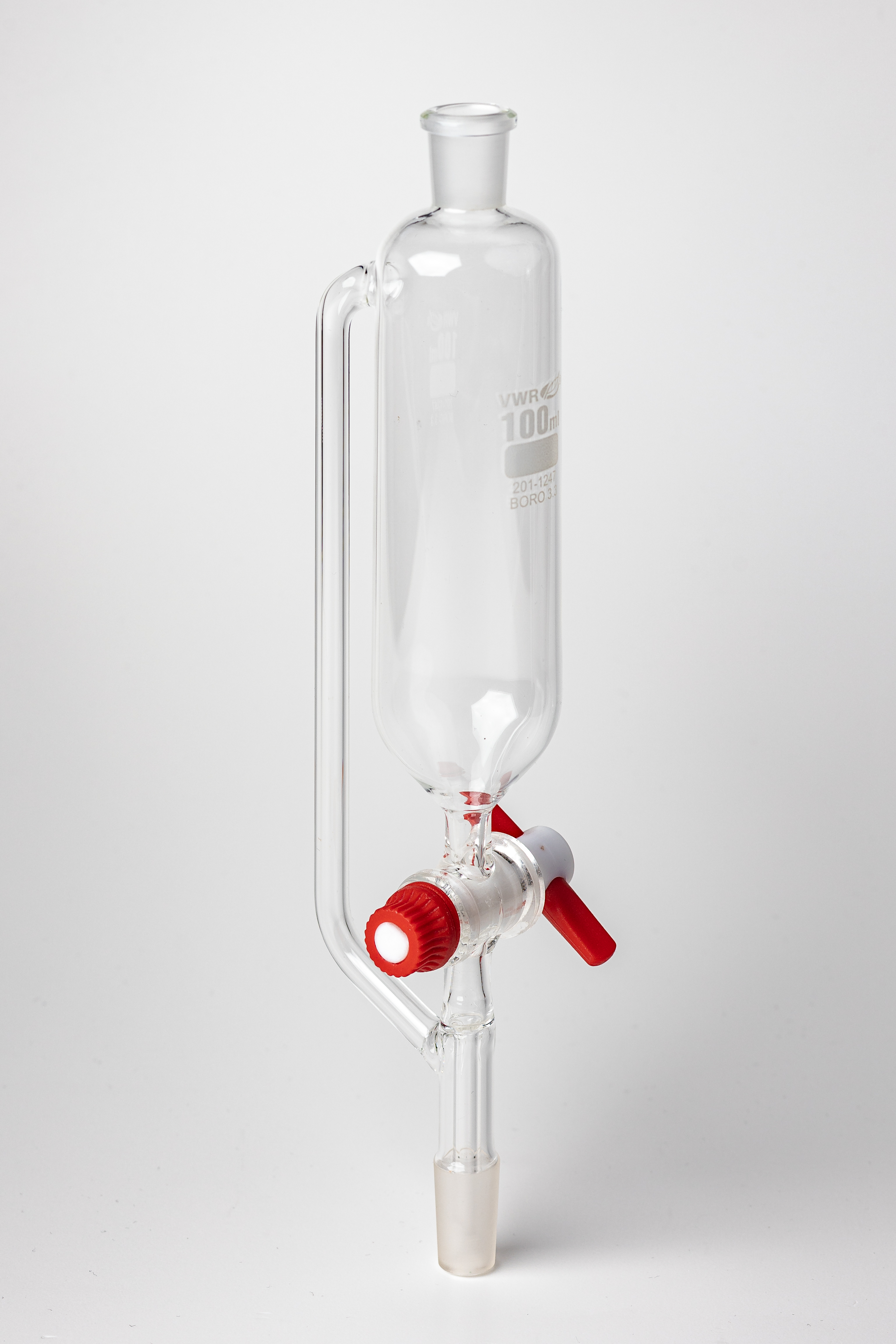
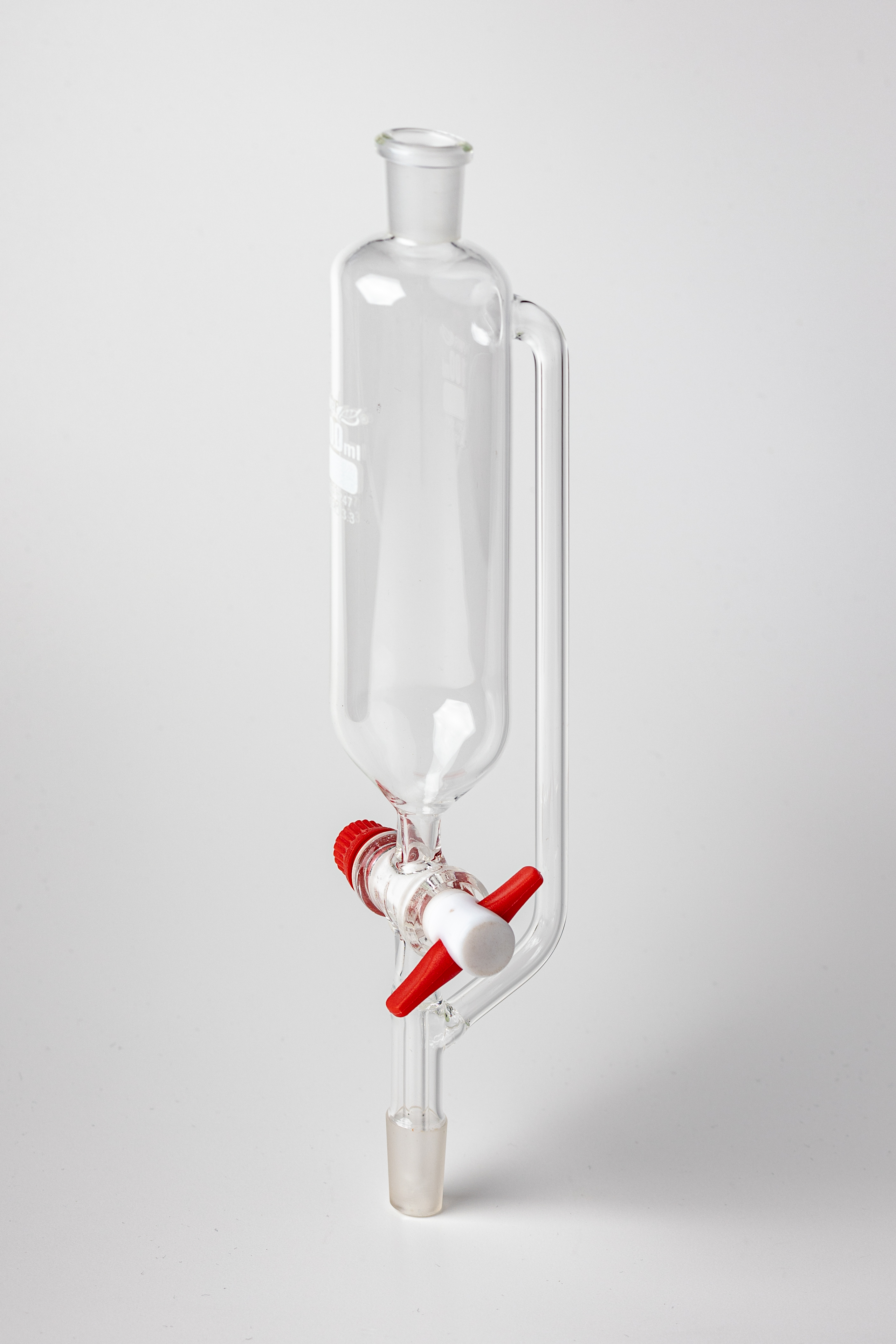
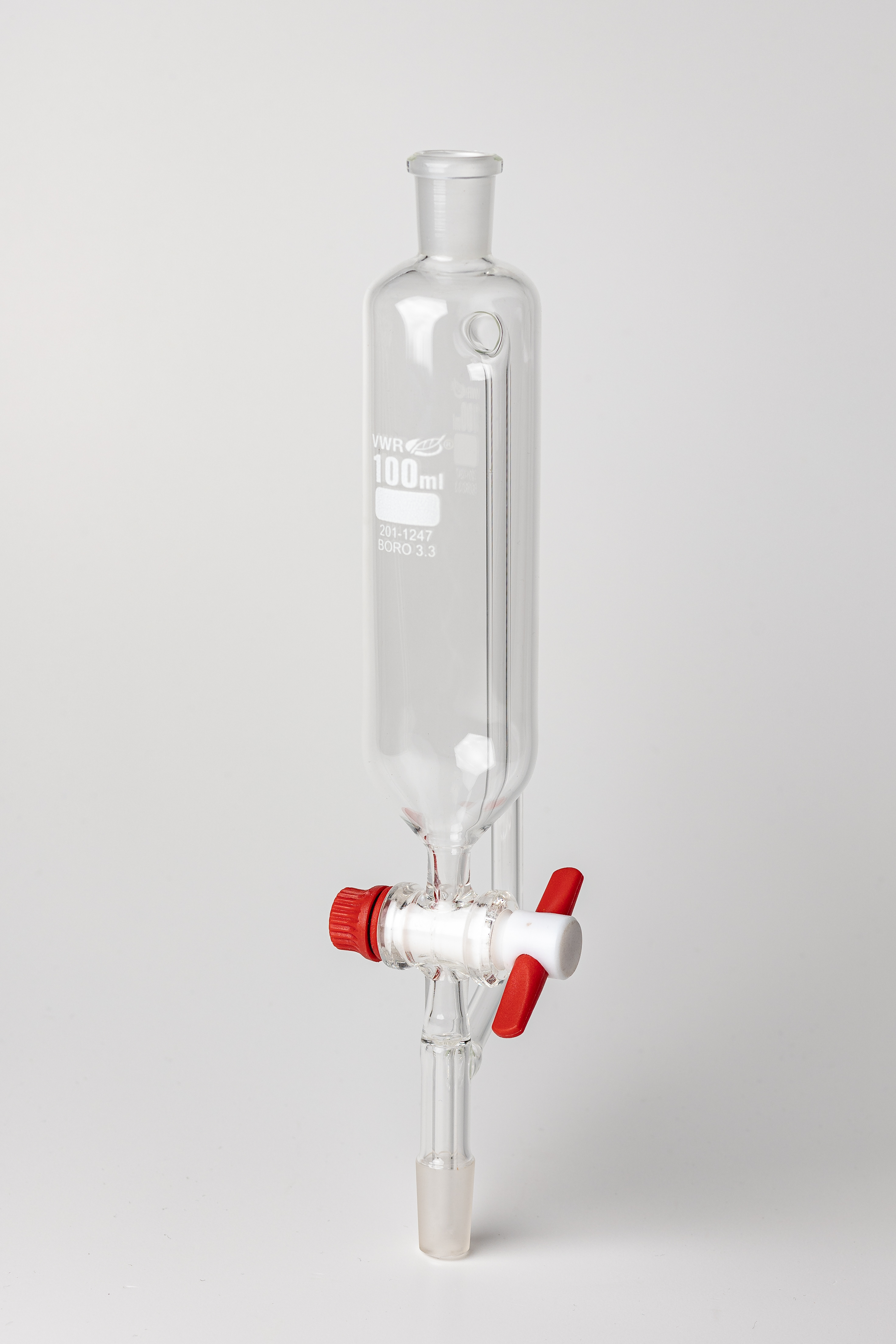